# 김장현 (축구인)
김장현(한국 한자: 金杖炫, 1978년 10월 17일 ~ )은 대한민국의 전 축구 선수이며, 포지션은 미드필더였다.